# Dicranomyia moniliformis
Dicranomyia moniliformis är en tvåvingeart som beskrevs av Doane 1900. Dicranomyia moniliformis ingår i släktet Dicranomyia och familjen småharkrankar. Enligt den finländska rödlistan är arten sårbar i Finland. Arten är reproducerande i Sverige. Artens livsmiljö är rikkärr. Inga underarter finns listade i Catalogue of Life.